# Happy Together (serie televisiva)
Happy Together è una serie televisiva statunitense che va in onda dal 1º ottobre 2018 al 14 gennaio 2019 sul network CBS.
Il 10 maggio 2019, è stata cancellata dopo una stagione.

## Trama
La serie segue le vicende di una coppia, formata da Jake e Claire: i due, stanchi della loro vita mondana, ricominciano a riconnettersi con i loro sé più giovani e più freschi, quando una pop star emergente, ragazzo attratto dalla loro vita suburbana super-normale, si trasferisce da loro.

## Personaggi e interpreti

### Personaggi principali
- Jake Davis interpretato da Damon Wayans Jr.. Un contabile nell'industria dell'intrattenimento e marito di Claire.
- Claire Davis interpretata da Amber Stevens. Una designer d'interni e moglie di Jake.
- Bonnie interpretata da Stephnie Weir. Dottoressa ritirata e madre di Claire.
- Gerald interpretato da Victor L. Williams. Dottore ritirato e padre di Claire.
- Wayne interpretato da Chris Parnell. Manager di talento e collega di Jake.
- Cooper James  interpretato da Felix Mallard. Una pop-star cliente di Jake.

### Personaggi ricorrenti
- Nightmare interpretato da Winston James Francis. Bodyguard di Cooper James.

### Guest stars
- Sierra Quinn interpretata da Peyton List. Un'attrice ed ex-fidanzata di Cooper.
- Suzanne interpretata da Mary Holland. L'assistente di Sierra.
- Rylie Conners interpretata da Pia Mia. Una donna che è stata fidanzata con Cooper.
- Donna interpretata da Betsy Sodaro. Una dipendente del negozio dell'usato.
- Antoine interpretato da Anders Holm. Coach di Cooper.
- Mike Davis interpretato da Damon Wayans. Un contabile della Boston Celtics e padre di Jake.
- S10CIL Stencil interpretato da Steve-O. Un tatuatore.
- Gene Johnston interpretato da Sam Lloyd. Vicino di casa di Jake e Claire.
- James Corden e Ben Simmons fanno dei camei interpretando loro stessi.

## Episodi
| Stagione       | Episodi | Prima TV USA | Prima TV Italia |
| -------------- | ------- | ------------ | --------------- |
| Prima stagione | 13      | 2018–2019    | inedita         |